# Belley
Belley település Franciaországban, Ain megyében. Lakosainak száma 9270 fő (2022. január 1.). Belley Andert-et-Condon, Brens, Virignin, Arboys en Bugey, Parves et Nattages, Chazey-Bons és Magnieu községekkel határos.

## Népesség
A település népessége az elmúlt években az alábbi módon változott:
| Lakosok száma | 7049 | 7981 | 7807 | 8466 | 8909 | 9058 | 9103 | 9182 | 9207 | 9270 |
|               | 1968 | 1982 | 1990 | 2006 | 2013 | 2015 | 2017 | 2019 | 2020 | 2022 |